# بيغ تشيف راسيل مور
بيغ تشيف راسيل مور (بالإنجليزية: Big Chief Russell Moore)‏ هو عازف جاز ومغني أمريكي، ولد في 13 أغسطس 1912 في أريزونا في الولايات المتحدة، وتوفي في 15 ديسمبر 1983 في ناياك في الولايات المتحدة.

## وصلات خارجية
- بيغ تشيف راسيل مور على موقع ميوزك برينز (الإنجليزية)
- بيغ تشيف راسيل مور على موقع أول ميوزيك (الإنجليزية)
- بيغ تشيف راسيل مور على موقع ديسكوغز (الإنجليزية)